# Zakipți, Turka
Zakipți (în ucraineană Закіпці) este un sat în comuna Ilnîk din raionul Turka, regiunea Liov, Ucraina.

## Demografie
Componența lingvistică a localității Zakipți
     Ucraineană (99,83%)
     Alte limbi (0,17%)
Conform recensământului din 2001, majoritatea populației localității Zakipți era vorbitoare de ucraineană (99,83%), existând în minoritate și vorbitori de alte limbi.